# 이나무라 유나
이나무라 유나(稲村 優奈, 1982년 7월 11일 ~ )는 일본의 성우이다. 가고시마현 출신. AT프로덕션 소속.

## 약력
- 대학 졸업후 광고, 드라마 등에 출연하며 배우로 활동.
- 2003년 애니메이션 WOLF'S RAIN의 오디션에 참가하여 뮤 역을 맡게 된 것을 계기로 성우로 활동.
- 성우 데뷔 이후에도 후지TV 계열 방송의 재연 드라마나 아동용 프로그램 등에 출연하며 배우로도 계속 활동하고 있다.
- 2005년에 하나무라 사토미와 그룹 'sorachoco'를 결성했다.

## 출연작

### TV애니메이션
2003년
- WOLF'S RAIN (뮤)

2005년
- 코이코이7 (쵸노 오토메)
- JINKI:EXTEND (히이라기 아카오)
- 해피세븐 ~더 TV만화~ (사코가미 아마노)

2006년
- 갤럭시 앤제룽~ (아프리콧 사쿠라바)
- 요시나가 댁의 가고일 (오노데라 미모리)
- 가정교사 히트맨 리본 (사사가와 쿄코)

### 게임
2006년
- 아리아 더 내츄럴 ~먼 기억의 미라쥬~ (수수께끼의 소녀)
- 갤럭시 앤젤II (아프리콧 사쿠라바)
- true tears (사나다 유코)
- 테니스의 왕자님 두근두근 서바이벌 산록의 미스틱 (츠지모토 아야카)

### 실사
- GATVⅡ (진행)
- Club AT-X (진행)